# Cypress Hill III: Temples of Boom
III: Temples of Boom е третият албум на рап групата Cypress Hill и излиза през 1995. В този албум е заложено на по-бавни и спокойни бийтове в сравнение с предишните албуми. Албумът има мрачна атмосфера. Смята се, че настроението в албума е породено от настроението в групата и обтегнатите отношения между отделните членове. След този си албум Сайпръс временно се разпадат.
Въпреки че албумът няма нито един хитов сингъл, той успява да продаде около 1,5 милиона и достига 3-то място в класацията „Билборд“.
RZA и U-God от Wu-Tang Clan участват в песента „Killa Hill Niggas“. Интересна е песента „No Rest For The Wicked“. С нея се започва враждата между групата и Ice Cube, и групата му Westside Connection. Сайпръс твърдят, че Westside Connection са крали от тях. Много често по време на концертите от турнето на албума „Temples Of Boom“ те показват своя гняв спрямо Айс Кюб псувайки го във времето между отделните песни. Westside Connection отговарят на Сайпръс с песента „King Of The Hill“.
1. „Spark Another Owl“ – 3:40
2. „Throw Your Set in the Air“ – 4:08
3. „Stoned Raiders“ – 2:54
4. „Illusions“ – 4:28
5. „Killa Hill Niggas“ – 4:03
6. „Boom Biddy Bye Bye“ – 4:04
7. „No Rest for the Wicked“ – 5:01
8. „Make a Move“ – 4:33
9. „Killafornia“ – 2:56
10. „Funk Freakers“ – 3:16
11. „Locotes“ – 3:39
12. „Red Light Visions“ – 1:46
13. „Strictly Hip Hop“ – 4:33
14. „Let it Rain“ – 3:45
15. „Everybody Must Get Stoned“ – 3:05